# Sclère

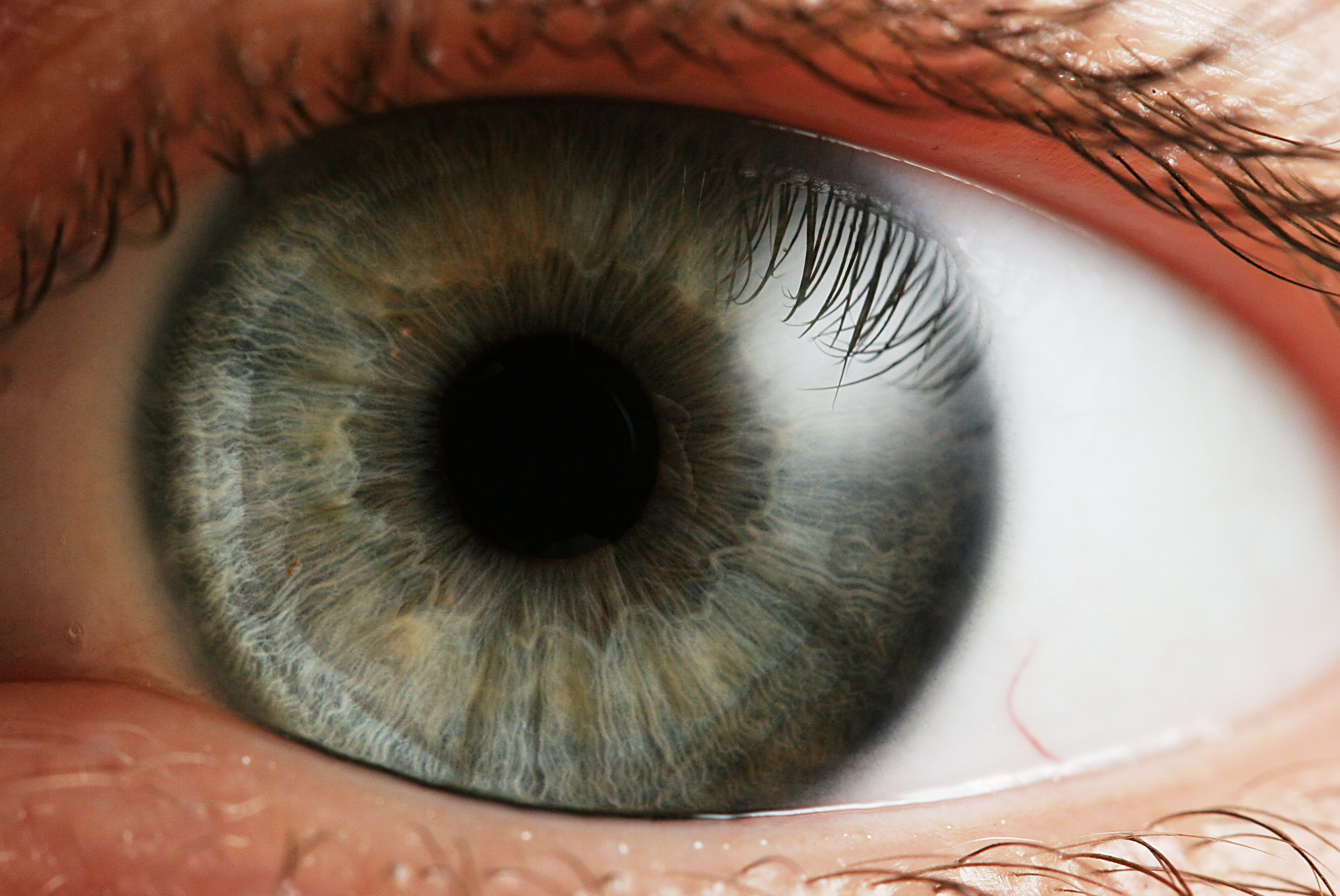
La sclérotique forme le blanc de l'œil humain.

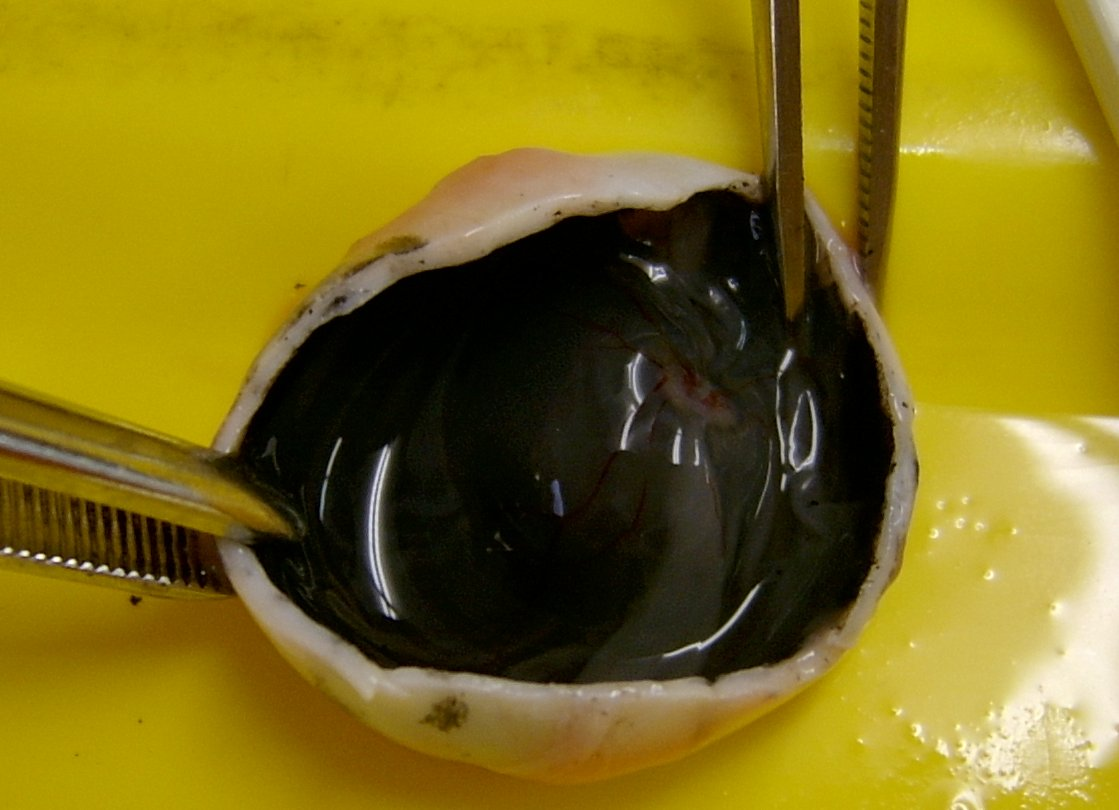
La sclérotique blanche entoure l'œil de porc.

La sclère, ou sclérotique, est une membrane blanche et opaque, très résistante, de structure tendineuse et d'épaisseur de 1 à 2 mm, qui forme le « blanc » de l'œil.
Elle est formée d'un tissu conjonctif dense et peu vascularisé.
Elle permet de contenir la pression interne de l'œil et de protéger celui-ci contre les agressions mécaniques. C'est aussi celle-ci qui donne sa forme plutôt ronde.
La sclérotique forme presque les quatre cinquièmes de la surface du globe oculaire.
En arrière, elle est traversée par le nerf optique et, latéralement, par des orifices destinés aux vaisseaux et aux nerfs. Dans sa partie antérieure, la sclérotique est recouverte de la conjonctive (fine membrane muqueuse), qui recouvre aussi la face interne des paupières et les rend ainsi solidaires de l'œil, et se prolonge par la cornée. C'est sur elle que s'insèrent les muscles oculomoteurs.

## Cas particulier des humains
La sclérotique des humains se démarque du reste du monde animal par le fait que tous les individus de l'espèce (Homo sapiens) possède une sclère particulièrement blanche et visible. L'hypothèse de « l'œil coopératif » (« cooperative eye hypothesis », en anglais), affirme que cela permettrait aux humains de communiquer plus facilement entre individus à travers des regards ou des coups d'oœil. Une étude de 2001 suppose également que la sclère sombre des autres animaux, et plus particulièrement des autres Hominidés, leur permettrait au contraire de cacher leur regard et leurs intentions, ce qui peut conférer un avantage dans un contexte de compétitivité et de survie.
Cependant, une étude de 2021 remet en question l'hypothèse de l'œil coopératif. Cette étude affirme que la sclère particulièrement blanche des humains serait dû à la dérive génétique, accentuée par la sélection sexuelle. Une sclère très blanche est perçu comme un signe de bonne santé et de jeunesse, tandis que la sclère peut devenir jaunâtre par la maladie ou grise à cause de la vieillesse. Posséder une sclère blanche et bien visible aurait donc été un critère de sélection lors de la recherche d'un partenaire sexuel. Dans ce contexte, la capacité des humains à communiquer juste à travers le regard ne serait qu'une conséquence de cette sclère blanche,.
Ces deux hypothèses (l'œil coopératif et la dérive génétique mêlée à la sélection sexuelle) ne sont pas mutuellement exclusives et peuvent donc être toutes les deux justes ou fausses. Il n'existe pas suffisamment d'études concernant le lien entre la communication par le regard et la clarté de la sclère chez les animaux, il est donc compliqué de trancher sur la question de la sclère blanche des humains.

## Couleurs
- Une sclère anormalement blanche (ou bleutée[5]/voir plus bas) peut être le signe, assez commun, d'une carence martiale (manque de fer)[6],[7],[8] ; ce pourrait être un élément d'aide au diagnostic automatisable d'anémie ;

- Une sclère jaunâtre peut indiquer des problèmes de foie (ictère qui chez le bébé à peau noire ou foncée est d'abord visible sur l'œil[9] ;

- Une sclère bleue, unilatérale, ou bilatérale est un phénomène plus rare dont le diagnostic étiologique est souvent complexe ; il peut faire évoquer un syndrome génétique. S'il n'y a pas de syndrome polymalformatif évident, la couleur bleutée est attribuée à la visualisation de la choroïde sous-jacente, à travers la sclère[10], le problème est souvent congénital[11]. 
John K Brooks, en 2018, à partir d'une revue d'étude a recensé 78 causes (étiologies) : 66 sont des syndromes génétiques, 8 des maladies systémiques et 4 sont des étiologies pharmacologiques (par exemple due à la minocycline)[12],[13]. 
Le plus souvent les sclères bleues sont le signe d'une ostéogenèse imparfaite due à une mutation[14],[13] ;

- Une sclère chroniquement bleue-gris peut être associée à une laxité articulaire causée par des troubles du collagène, comme les syndromes d'Ehlers-Danlos[15] ;

L'apparition d'une pigmentation bleue, grise ou noire progressive de la sclère et de l'oreille externe (signe d'Osler) indique une alcaptonurie.